# Waltershof (Deining)
Waltershof ist ein Gemeindeteil der Gemeinde Deining im Landkreis Neumarkt in der Oberpfalz in Bayern.

## Geographie
Der aus zwei Höfen bestehende Weiler liegt im Oberpfälzer Jura auf circa 525 m ü. NHN circa 1500 m nördlich von Mittersthal. Bei Waltershof entspringt der Zellerbach, der in westlicher Richtung der Unterbürger Laber zufließt.

## Geschichte
Waltershof entstand gegen Ende des 15./Anfang des 16. Jahrhunderts, angelegt von Erasmus und Martin Truchseß von Waltersheim, den Herren zu Deining. Aus zwei ganzen Höfen bestehend, unterstand Waltershof hochgerichtlich dem kurfürstlichen Schultheißenamt Neumarkt und niedergerichtlich am Ende des Alten Reiches der kurfürstlichen Unteren Hofmark Berngau. Die Besitzer hießen seit 1717 beide Sippl (1858: Johann und Willibald), zuvor ab 1500 die Dürnhofer und ab 1597 die Reckel oder Rackl.
Im Königreich Bayern wurde Waltershof dem Steuerdistrikt Deining zugeordnet. Bei der Gemeindebildung um 1810/20 kam der Ort zur Ruralgemeinde Mittersthal, bei der sie bis zu deren Eingemeindung nach Deining am 1. Mai 1978 verblieb.

### Einwohnerentwicklung
- 1836: 02 Höfe[6]
- 1861: 18 (4 Gebäude)[7]
- 1937: 17 (12 Katholiken, 5 Protestanten)[8]
- 2003: 05[9]
- 2017: 04[10]

## Persönlichkeiten
- Michael Sippl, katholischer Geistlicher und Pfarrer des Bistums Eichstätt, * 9. Juni 1816 in Waltershof, † 20. November 1875 in Böhmfeld.[11]

## Verkehrsanbindung
Waltershof liegt an einer Gemeindeverbindungsstraße, die nördlich von Mittersthal die Bundesstraße 8 quert und von Waltershof aus zur Staatsstraße 2220 führt.